# 亚历山德罗夫卡农村居民点 (埃尔季利区)
亚历山德罗夫卡农村居民点（俄语：Александровское сельское поселение）是俄罗斯联邦沃罗涅日州埃尔季利区所属的一个农村居民点。其下辖有3个居民点，行政中心为科佩尔。据2016年统计，该农村居民点的人口为828人。